# The Adventures of Batman & Robin
Под названием The Adventures of Batman & Robin (рус. Приключения Бэтмена и Робина) в 1994 и 1995 годах было выпущено четыре разные игры по одноимённому мультсериалу для консолей Super Nintendo Entertainment System, Sega Mega Drive/Genesis, Sega CD и Sega Game Gear. Они разрабатывались разными компаниями и отличаются друг от друга по сюжету и геймплею.

## Игровой процесс

### Super Nintendo Entertainment System
Версия для игровой системы Super Nintendo Entertainment System была разработана и выпущена компанией Konami в декабре 1994 года. Игра включает восемь уровней, каждый из которых вдохновлён эпизодом анимационного сериала «Batman: The Animated Series». Игрок управляет Бэтменом в двухмерной плоскости с видом сбоку, и может применять удары, уклонения и блокировки против различных противников. В арсенале героя имеются бэтаранги, крюк-кошка и ограниченное количество дополнительного инвентаря, включая метательные звезды и дымовые бомбы. Отдельные этапы предполагают использование фонарика, рентгеновских очков и противогаза. Визуальное оформление игры соответствует стилистике анимационного сериала, декорации выполнены в стиле ар-деко.

### Sega Mega Drive
Версия для Sega Mega Drive была разработана компанией Clockwork Tortoise и издана компанией Sega в 1995 году. Игровой процесс склоняется к стилю «беги и стреляй» из ранее выпущенной игры Revenge of the Joker. Уровни включали в себя другие эпизоды, такие как этап с Безумным Шляпником. В игре также присутствует поддержка совместной игры, где Бэтмен и Робин действуют вместе, чего нет в версии для Super Nintendo. Сюжет отличается тем, что Мистер Фриз планирует заморозить Готэм, и освободил из тюрьмы Джокера, Двуликого и Безумного Шляпника, чтобы те помешали Бэтмену остановить Фриза.

### Sega Mega-CD
Версия для Sega Mega-CD отходит от традиционной для предыдущих игр с Бэтменом механики «беги-прыгай-атакуй». Для платформы Mega-CD был разработан гоночный режим, где игрокам предоставляется возможность управлять Бэтмобилем, и требуется преодолевать городские преграды и преследовать таких антагонистов, как Ядовитый Плющ, Загадочник и Джокер. При этом игроки сталкиваются с различными врагами, которых необходимо обойти или уничтожить. Завершает игровой процесс миссия на Бэт-крыле, где основной целью является погоня за гангстером Рупертом Торном. В игре также присутствуют 15 минут сюжетных анимационных вставок, нарисованных мультипликаторами сериала «Batman: The Animated Series».

## Оценки и критика
| Иноязычные издания | Иноязычные издания |
| Издание            | Оценка             |
| ------------------ | ------------------ |
| Ultimate Nintendo  | 4 из 5 (SNES)      |

Пэт Контри в обзоре для книги Ultimate Nintendo отметил глубокую проработку персонажей, «выдающуюся» озвучку, и что на его взгляд, игра на тот момент оставалась лучшей адаптацией Бэтмена в играх.
Scary Larry из GamePro назвал версию для Mega Drive «стандартным сайдскроллинговым платформером с великолепными фонами из сериала, но посредственным экшеном», отметив нудный и слишком сложный дизайн уровней, неотзывчивое управление, плохое изображение персонажей и повторяющуюся музыку. Четыре рецензента Electronic Gaming Monthly поставили ей 6,875 балла из 10, отметив, что графика и звуки превосходны, но действие упрощено, повторяется и слишком сложно из-за большого количества врагов, атакующих одновременно.